# Arisaema parvum
Arisaema parvum är en kallaväxtart som beskrevs av Nicholas Edward Brown och William Botting Hemsley. Arisaema parvum ingår i släktet Arisaema och familjen kallaväxter. Inga underarter finns listade.